# Сонячний годинник (Макіївка)

Сонячний годинник (Макіївка). Загальний вигляд.

Сонячний годинник (Макіївка). Елементи.

Сонячний годинник у м. Макіївка (Донецька область) споруджений у 2010 році. Сонячний годинник у Макіївці — унікальний, найбільший на території України (і СНД) — має діаметр 16 м, а вага гномона становить 500 кг (скульптор — Микола Загрібний).